# Як музика стала вільною
Як музика стала вільною. Цифрова революція та перемога піратства — книга журналіста Стівена Вітта, в якій він створив літопис винаходу MP3, формату для зберігання аудіоінформації та детально описав зусилля розробників, таких, як Карлгайнц Бранденбург, з аналізу слуху людей і успішного стискання пісень у формі, яку можна легко передати. Вітт також задокументував зростання субкультури релізних груп (варез-сцени, англ. Warez scene) і поширення порушень авторського права в комп'ютерних мережах, водночас докладно розповідаючи про заходи керівників музичної індустрії, таких як Даґ Морріс, по адпатуванню до змін у технології.
Видавництво Viking розповсюдило цю книжку 16 червня 2015 року. Книга отримала схвальні відгуки в публікаціях Kirkus Reviews і The Washington Post.
Переклад українською мовою видано навесні 2017 року, презентація відбулася під час Книжкового арсеналу.

## Зміст книги
У книзі згадано, що на презентації товариству Фраунгофера демонстрація Бранденбургом і його командою технології, здатної відтворити якість запису на компакт-диску з розміром даних в одну дванадцяту початкового, спричинила збурення. «Ви розумієте, що ви зробили?» — спитав у команди один із слухачів — «Ви вбили музичну індустрію!».
За словами Вітта, «На вебсайтах і підпільних файлових серверах по всьому світу кількість наявних mp3-файлів зросла на кілька порядків. У гуртожитках по всьому світі першокурсники коледжів вщерть заповнили свої жорсткі диски піратськими mp3-файлами». Він також пише: «Музичне піратство стало для кінця 90-х років тим, чим експерименти з наркотиками були для кінця 60-х років: ігнорування цілим поколінням як суспільних норм, так і існуючого законодавства, мало міркуючи про наслідки». У книзі розповідається, скільки людей розпочинало створення великих архівів музики ні для чого більшого, ніж збудження, викликаного процесом пошуку та сортування інформації.
Вітт пише про невидиму онлайн-спільноту, відому як Сцена, зокрема описуючи зусилля групи «Rabid Neurosis» (RNS) з незаконного розповсюдження матеріалів, захищених авторським правом. Працівник виробничого підприємства у штаті Північна Кароліна на ім'я Делл Ґловер, життя якого детально описане Віттом, виявляє, що має можливість отримати у свої руки альбоми до офіційних дат випуску і розпочинає працювати з RNS, організовуючи витік сотень і сотень дисків. Матеріали виконавців, таких як Мері Джей Блайдж, Мерая Кері, Eminem, Каньє Вест та Jay-Z, розповсюдилися в Інтернеті завдяки діям Ґловера. Вітт стверджує, що Гловер і RNS стали провідними піратами у світі музики, що могло обійтися індустрії звукозапису в мільйони доларів.
Книга описує, як Даґ Морріс, тодішній CEO компанії Universal Music Group, намагався стримати бурю, спричинену технологічними змінами з урахуванням еволюції соціальної культури, і дає строкату картину того, як Морріс та інші керівники давали собі раду із падінням продажів.

## Рецензії та відгуки
The Washington Post опублікувала статтю письменника Луїса Байяра, який схвально оцінив цю книгу. На його думку, ця робота «дотепна і розумна, надзвичайно інформативна і дуже потрібна». Знаходячи останні тенденції занепокійливими, Байяр додатково відзначив, що технології створили період «непростих часів, і ніхто не повинен бути надто безтурботним». Журнал Kirkus Reviews дав книзі схвальний відгук, характеризувавши її як «живий і захопливий портрет людей, які допомагали здолати індустрію і кинули виклик шляхам споживання музики і медіа».

## Переклад українською
Видання книги в перекладі українською мовою було здійснене навесні 2017 року видавництвом Наш Формат у двох варіантах — паперовому і електронному:
- Стівен Вітт. Як музика стала вільною. Цифрова революція та перемога піратства / пер. з англ. Юрій Семенов. — К. : Наш Формат, 2017. — 360 с. — ISBN 978-617-7279-74-6 (паперове видання). — ISBN 978-617-7513-17-8 (електронне видання).

Презентація книги відбулася під час Книжкового арсеналу в травні 2017 року, також на честь події було проведено дискусію про вплив піратства на музичну індустрію. Схвальні рецензії на українське видання вийшли на сайті часопису Критика і порталі Друг читача.